# Rivière David
Rivière David är ett vattendrag i Kanada.   Det ligger i provinsen Québec, i den sydöstra delen av landet, 220 km öster om huvudstaden Ottawa.
Trakten runt Rivière David består till största delen av jordbruksmark. Runt Rivière David är det glesbefolkat, med 8 invånare per kvadratkilometer.